# ロバート・モード (初代準男爵)
初代準男爵サー・ロバート・モード（英語: Sir Robert Maude, 1st Baronet、1677年 – 1750年8月4日）は、アイルランド王国の政治家。1703年から1750年までアイルランド庶民院議員を務めた。

## 生涯
アンソニー・モード（1638年 – 1702年2月20日）と2人目の妻アリス（Alice、旧姓ハートストング（Hartstonge）、初代準男爵サー・スタンディッシュ・ハートストングの娘）の息子として、1677年にリムリックで生まれた。1693年7月10日、ダブリン大学トリニティ・カレッジに入学した。
1703年から1713年までゴーラン選挙区の、1713年から1727年までセント・カニス選挙区の、1727年から1750年までバンガー選挙区の代表としてアイルランド庶民院議員を務めた。1705年5月9日、準男爵に叙された。
1750年8月4日に痛風で死去、長男トマスが準男爵位を継承した。

## 家族
1718年1月、イリナ・コーンウォリス（Eleanor Cornwallis、トマス・コーンウォリスの娘）と結婚、2男2女をもうけた。
- トマス（1726年 – 1777年5月17日[5]） - 第2代準男爵、初代ド・モンタルト男爵（第1期）[3]
- コーンウォリス（1729年9月19日洗礼 – 1805年8月23日[6]） - 第3代準男爵、初代ド・モンタルト男爵（第2期）、初代ハワーデン子爵[3]
- アリス - スティーブン・ムーア（Stephen Moore）と結婚[4]
- エマ（1752年以降没） - 1751年10月22日、第3代準男爵サー・チャールトン・レイトンと結婚、子供あり[7]